# خورشیدگرفتگی ۲۰ ژوئن ۱۹۷۴
خورشیدگرفتگی ۲۰ ژوئن ۱۹۷۴ (به انگلیسی: Solar eclipse of June 20, 1974) یک خورشیدگرفتگی از نوع خورشیدگرفتگی کامل است. این خورشیدگرفتگی در تاریخ ۲۰ ژوئن ۱۹۷۴ میلادی (‎۳۰ خرداد ۱۳۵۳ خورشیدی) روی داد که زمان اوج آن، ساعت ۴:۴۸:۰۴ به‌وقت ساعت هماهنگ جهانی بوده‌است. مدت زمان و طول این خورشیدگرفتگی ۵ دقیقه و ۹ ثانیه بود.